# 33871 Locastillo
2000 JK34 (asteroide 33871) é um asteroide da cintura principal. Possui uma excentricidade de 0.03553650 e uma inclinação de 2.77655º.
Este asteroide foi descoberto no dia 7 de maio de 2000 por LINEAR em Socorro.